# チームアルビレックス新潟
チームアルビレックス新潟（ -にいがた）は、2004年9月に設立されたスキー・スノーボードのトップアスリートによるチーム。オリンピック・FISワールドカップの出場、国体での上位入賞等を目標にしている。チームとしての底辺拡大、地域スポーツ振興のため、所属トップアスリートによるキャンプを開催している。
赤倉観光リゾートスキー場では、チームアルビレックススノーボードスクールを開いている。

## 所属アスリート
- 廣井法代（トリノオリンピック・アルペンスキー代表）
- 山川純子（現在は樋口純子。長野オリンピックアルペンスキー代表。SAJデモンストレーター）
- 内山ミエ(ソチオリンピック代表選手候補・ハーフパイプ。新潟県柏崎市)
- 谷口尊人（TOYOTA BIG AIR2005 5位、2006 3位）
- 藤森由香（トリノオリンピック・スノーボードクロス7位入賞）
- 藤沼到（日産エクストレイルNippon Open2008・スーパーパイプ6位入賞　AIRMIX SUPER SESSION2012優勝）
- 冨田せな（スノーボード・ハーフパイプ。平昌オリンピック、北京オリンピック出場）

## 元所属アスリート
以下は、2008/09シーズンを最後に移籍となった。
- 皆川賢太郎（トリノオリンピック・アルペンスキー代表。回転競技で日本選手としては50年ぶりに4位入賞を果たした）
- 吉岡大輔（トリノオリンピック・アルペンスキー代表）